# The Sick Rose (gruppo musicale)
The Sick Rose è un gruppo musicale italiano rock, tra i principali esponenti del movimento del garage rock revival, genere sviluppatosi negli anni ottanta e portato alla ribalta da gruppi come Fuzztones e The Chesterfield Kings.

## Storia del gruppo
I Sick Rose si sono formati nel 1983 a Torino ed erano composti inizialmente da Luca Re (voce), Diego Mese (chitarra), e completati da Maurizio Campisi (basso), Dante Garimanno (batteria), Rinaldo Doro (tastiera). Il nome del gruppo rimanda all'omonima poesia scritta dal poeta inglese William Blake.
Dopo un primo 7" allegato alla rivista Lost Trails, esordiscono con il singolo Get along Girl edito nel 1986 dalla Electric Eye, che anticipò l'album Faces che presentava perlopiù brani originali scritti in uno stile che poteva sembrare di una band texana del 1966. Al disco seguì poi una lunga tournée nel nord Europa.
Nel 1988 pubblicano il secondo album, Shaking Street anticipato dal singolo Double Shot, dove grazie all'attività concertistica il suono del gruppo è più amalgamato.
Dopo una raccolta e il terzo album Floating (1990), Diego Mese abbandona il gruppo. Luca Re con una nuova formazione pubblica Renaissance nel 1992, che sarà l'ultima pubblicazione del gruppo prima dello scioglimento. Re costituisce un nuovo combo, i 99th Floor dalla breve durata. Nel 1999 il gruppo si ricostituisce dapprima con una sporadica attività live per giungere alla pubblicazione di un nuovo lavoro, l'EP Italian Fuzz Explosion (2001, riedito nel 2004 ampliato con il titolo The Modern Boys with an Old Disease) e cinque anni più tardi l'album prodotto da Dom Mariani.
Negli anni successivi il gruppo ha fatto tour in Europa aprendo i concerti di Jeff Conolly dei Lyres. Nel 2011 hanno pubblicato un nuovo album No Need for Speed prodotto anche questo da Dom Mariani.
Nel 2017, a trent'anni dalla sua prima uscita, l'album di debutto Faces viene ristampato in versione deluxe su vinile da 180g da Vinile Italiano. Seguono tour in tutta Europa.
Nel marzo del 2018, in occasione del trentacinquesimo anniversario, esce per Area Pirata Records Someplace Better, settimo album della band, interamente composto da brani originali. La produzione del disco è affidata a Ken Stringfellow.

## Formazione

### Formazione attuale
- Luca Re (voce)
- Diego Mese (chitarra)
- Valter Bruno (basso)
- Giorgio Cappellaro (chitarra)
- Alberto Fratucelli (batteria)

### Ex componenti
- Dante Garimanno  (batteria)
- Rinaldo Doro (tastiera)
- Maurizio Campisi (basso)
- Giorgio Abà (batteria)
- Gigi Rivetti (tastiere)
- Pippo De Masi (batteria)
- Roberto Bovolenta (chitarra)
- Luca Mangani (basso)
- Jacopo Arrobio (chitarra)
- Massimo Smeriglio (tastiera)
- Davide Forno  (basso)
- Maurizio Rubinetti  (batteria)
- Massimo Aluffi (basso - tastiera)
- Davide Vergnano  (batteria)

## Discografia parziale

### Album in studio
- 1986 - Faces (Electric Eye)
- 1988 - Shaking Street (Electric Eye)
- 1990 - Floating (Synergy)
- 1992 - Renaissance (Synergy)
- 2006 - Blastin' Out (Teen Sounds/Misty Lane)
- 2011 - No Need for Speed (Area Pirata)
- 2018 - Someplace Better (Area Pirata)

### Raccolte
- 1985 - Ti Dico Demo
- 1985 - Eighties Colours
- 1986 - Declaration of Fuzz
- 1989 - The Hot Roses!
- 1994 - Other Faces (Dionysus)
- 2004 - The Modern Boys with an Old Disease (Phox7)

### EP
- 1985 - Get Along Girl
- 1987 - Double Shot
- 2001 - Italian Fuzz Explosion (Swamp Room)
- 2014 - Live in Studio (Hermits Records/Area Pirata)